# Alfabeto télugu
El alfabeto télugu (en télugu: తెలుగు లిపి, romanizado: telugu lipi) es un alfasilabario brámico usado para escribir el idioma télugu, idioma dravídico y lengua propia de los estados indios de Andhra Pradesh y Telangana hablado por más de 83 millones de personas. El alfabeto télugu también se usa ampliamente para escribir textos sánscritos y, hasta cierto punto, el idioma gondi.
Ganó prominencia durante la dinastía de los Chalukyas orientales, época también conocida como la era Vengi Chalukya. Comparte muchas similitudes con el alfabeto canarés, ya que evolucionaron a partir de los alfabetos kadamba y bhattiprolu. En 2008, el idioma télugu recibió el estatus de Lengua Clásica de la India en honor a su rica historia y herencia.

## Historia
La escritura brahmi utilizada por los reyes del Imperio Maurya llegó al delta del río Krishná para dar lugar al alfabeto bhattiprolu, encontrado en varias urnas que supuestamente contienen reliquias de Buda.  El  budismo se extendió al este de Asia desde los puertos cercanos de Ghantasala y Masulipatnam (el antiguo Maisolos de Ptolomeo y Masalia de Periplo). El brahmi bhattiprolu evolucionó a la escritura kadamba en el siglo V, que a su vez se convirtió en la escritura Telugu-Kannada (o escritura antigua canaresa) después del siglo VII. Las escrituras telugu y canaresa se separaron alrededor del 1300 EC En sus obras, el historiador musulmán Al-Biruni denominaba tanto a la lengua télugu como a su escritura con el nombre de "andhri".
Un nuevo estándar modernizado surgió para el télugu durante la segunda mitad del siglo XX.

## Vocales
El télugu usa dieciocho vocales, cada una de las cuales tiene una forma independiente y una forma diacrítica que se une a las consonantes para crear sílabas. El idioma hace una distinción entre vocales cortas y largas.
| Independiente | Con భ (bh) | ISO | AF    | Independiente | Con భ (bh) | ISO | AFI    |
| ------------- | ---------- | --- | ----- | ------------- | ---------- | --- | ------ |
| అ             | భ          | a   | /a/   | ఆ             | భా          | ā   | /aː/   |
| ఇ             | భి          | i   | /i/   | ఈ             | భీ          | ī   | /iː/   |
| ఉ             | భు          | u   | /u/   | ఊ             | భూ          | ū   | /uː/   |
| ఋ             | భృ          | r̥   | /ru/  | ౠ             | భౄ          | r̥̄   | /ruː/  |
| ఌ             | భౢ          | l̥   | /alu/ | ౡ             | భౣ          | l̥̄   | /alu:/ |
| ఎ             | భె          | e   | /e/   | ఏ             | భే          | ē   | /eː/   |
| ఐ             | భై          | ai  | /aj/  |               |            |     |        |
| ఒ             | భొ          | o   | /o/   | ఓ             | భో          | ō   | /oː/   |
| ఔ             | భౌ          | au  | /aw/  |               |            |     |        |
| అం             | భం          | ṃ   |       | అః             | భః          | ḥ   |        |

## Consonantes
| Carácter | ISO | AFI  | Carácter | ISO | AFI   | Carácter | ISO | AFI  | Carácter | ISO | AFI   | Carácter | ISO | AFI | Carácter | ISO | AFI  |
| -------- | --- | ---- | -------- | --- | ----- | -------- | --- | ---- | -------- | --- | ----- | -------- | --- | --- | -------- | --- | ---- |
| క        | k   | /k/  | ఖ        | kh  | /kʰ/  | గ        | g   | /ɡ/  | ఘ        | gh  | /ɡʱ/  | ఙ        | ṅ   | /ŋ/ | న్ఙ       | ꝴ   | /ɴ/  |
| చ        | ch  | /tʃ/ | ఛ        | chh | /tʃʰ/ | జ        | j   | /dʒ/ | ఝ        | jh  | /dʒʱ/ | ఞ        | ñ   | /ɲ/ | న్ఞ       | ŋ   | /ȵ/  |
| ట        | ṭ   | /ʈ/  | ఠ        | ṭh  | /ʈʰ/  | డ        | ḍ   | /ɖ/  | ఢ        | ḍh  | /ɖʱ/  | ణ        | ṇ   | /ɳ/ | ణ్హ       | ɲ   | /ɳh/ |
| త        | t   | /t/  | థ        | th  | /tʰ/  | ద        | d   | /d/  | ధ        | dh  | /dʱ/  | న        | n   | /n/ | ణ్న       | ɳ   | /ƞ/  |
| ప        | p   | /p/  | ఫ        | ph  | /pʰ/  | బ        | b   | /b/  | భ        | bh  | /bʱ/  | మ        | m   | /m/ | మ్మ       | ɱ   | /ɱ/  |
| య        | y   | /j/  | ర        | r   | /ɾ/   | ల        | l   | /l/  | వ        | v   | /ʋ/   | ళ        | ḷ   | /ɭ/ | ఴ        | ꞎ   | /ɬ/  |
| శ        | ś   | /ʃ/  | ష        | ṣ   | /ʂ/   | స        | s   | /s/  | హ        | h   | /h/   | ఱ        | ṟ   | /r/ | ౚ        | ꝵ   | /ɾ/  |

## Unicode
El alfabeto télugu se agregó al estándar Unicode en octubre de 1991 con el lanzamiento de la versión 1.0.
El bloque Unicode para el télugu es U+0C00 – U+0C7F:
| Telugu Official Unicode Consortium code chart (PDF)                                 |   |   |   |   |   |    |   |   |   |    |   |   |   |   |   |   |
|                                                                                     | 0 | 1 | 2 | 3 | 4 | 5  | 6 | 7 | 8 | 9  | A | B | C | D | E | F |
| U+0C0x                                                                              | ఀ  | ఁ  | ం  | ః  | ఄ  | అ  | ఆ | ఇ | ఈ | ఉ  | ఊ | ఋ | ఌ |   | ఎ | ఏ |
| U+0C1x                                                                              | ఐ |   | ఒ | ఓ | ఔ | క  | ఖ | గ | ఘ | ఙ  | చ | ఛ | జ | ఝ | ఞ | ట |
| U+0C2x                                                                              | ఠ | డ | ఢ | ణ | త | థ  | ద | ధ | న | ణ్క | ప | ఫ | బ | భ | మ | య |
| U+0C3x                                                                              | ర | ఱ | ల | ళ | ఴ | వ  | శ | ష | స | హ  |   |   |   | ఽ | ా  | ి  |
| U+0C4x                                                                              | ీ  | ు  | ూ  | ృ  | ౄ  |    | ె  | ే  | ై  |    | ొ  | ో  | ౌ  | ్  |   |   |
| U+0C5x                                                                              |   |   |   |   |   | ౕ   | ౖ  |   | ౘ | ౙ  | ౚ |   |   |   |   |   |
| U+0C6x                                                                              | ౠ | ౡ | ౢ  | ౣ  | ౹ | ౹౹ | ౦ | ౧ | ౨ | ౩  | ౪ | ౫ | ౬ | ౭ | ౮ | ౯ |
| U+0C7x                                                                              |   |   |   |   |   |    |   | ౷ | ౸ | ౹  | ౺ | ౻ | ౼ | ౽ | ౾ | ౿ |
| Notas Desde la versión Unicode 13.0 Las áreas grises indican segmentos no asignados |   |   |   |   |   |    |   |   |   |    |   |   |   |   |   |   |